# Lisa Rashid

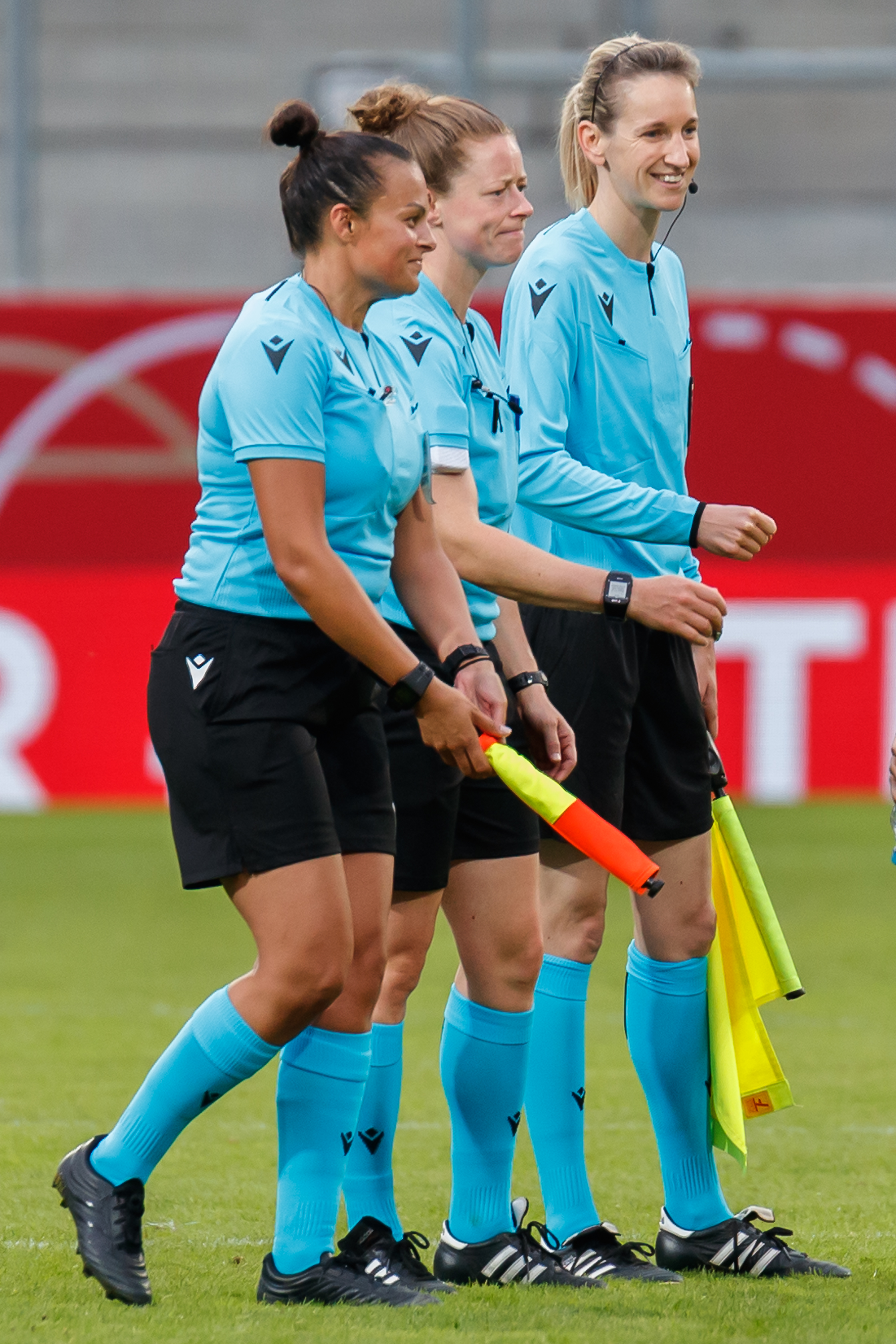
Lisa Rashid (links, 2021)

Lisa Rashid (* 2. März 1987) ist eine englische Fußballschiedsrichterassistentin.
Rashid ist asiatischer Abstammung, wuchs in Great Barr im Nord von Birmingham auf und begann im Alter von 14 Jahren als Schiedsrichterin. Mit 16 Jahren leitete sie die ersten Männerspiele in lokalen Ligen.
Seit 2011 steht sie auf der Liste der FIFA-Schiedsrichter. Seit März 2011 wird sie als Schiedsrichterassistentin in der UEFA Women’s Champions League eingesetzt.
Rashid war unter anderem Schiedsrichterassistentin bei der Weltmeisterschaft 2019 in Frankreich (im Schiedsrichtergespann von Sandra Braz) und bei der Europameisterschaft 2022 in England (im Schiedsrichtergespann von Rebecca Welch).
Zudem war sie bei der U-19-Europameisterschaft 2016 in der Slowakei, beim Algarve-Cup 2017, bei der U-17-Weltmeisterschaft 2018 in Uruguay und beim Algarve-Cup 2019 im Einsatz.
Rashid ist eine von vier weiblichen Schiedsrichterassistentinnen in der English Football League.
Sie ist verheiratet und hat eine Tochter.